# هاشم‌آباد (دهج)
هاشم‌آباد روستایی در دهستان دهج بخش دهج شهرستان شهربابک استان کرمان ایران است.

## جمعیت
بر پایه سرشماری عمومی نفوس و مسکن در سال ۱۳۹۵ جمعیت این روستا ۱۵ نفر (۸خانوار) بوده‌است.